# Thelypodium repandum
Thelypodium repandum är en korsblommig växtart som beskrevs av Reed Clark Rollins. Thelypodium repandum ingår i släktet Thelypodium och familjen korsblommiga växter. Inga underarter finns listade i Catalogue of Life.